# Gaučo

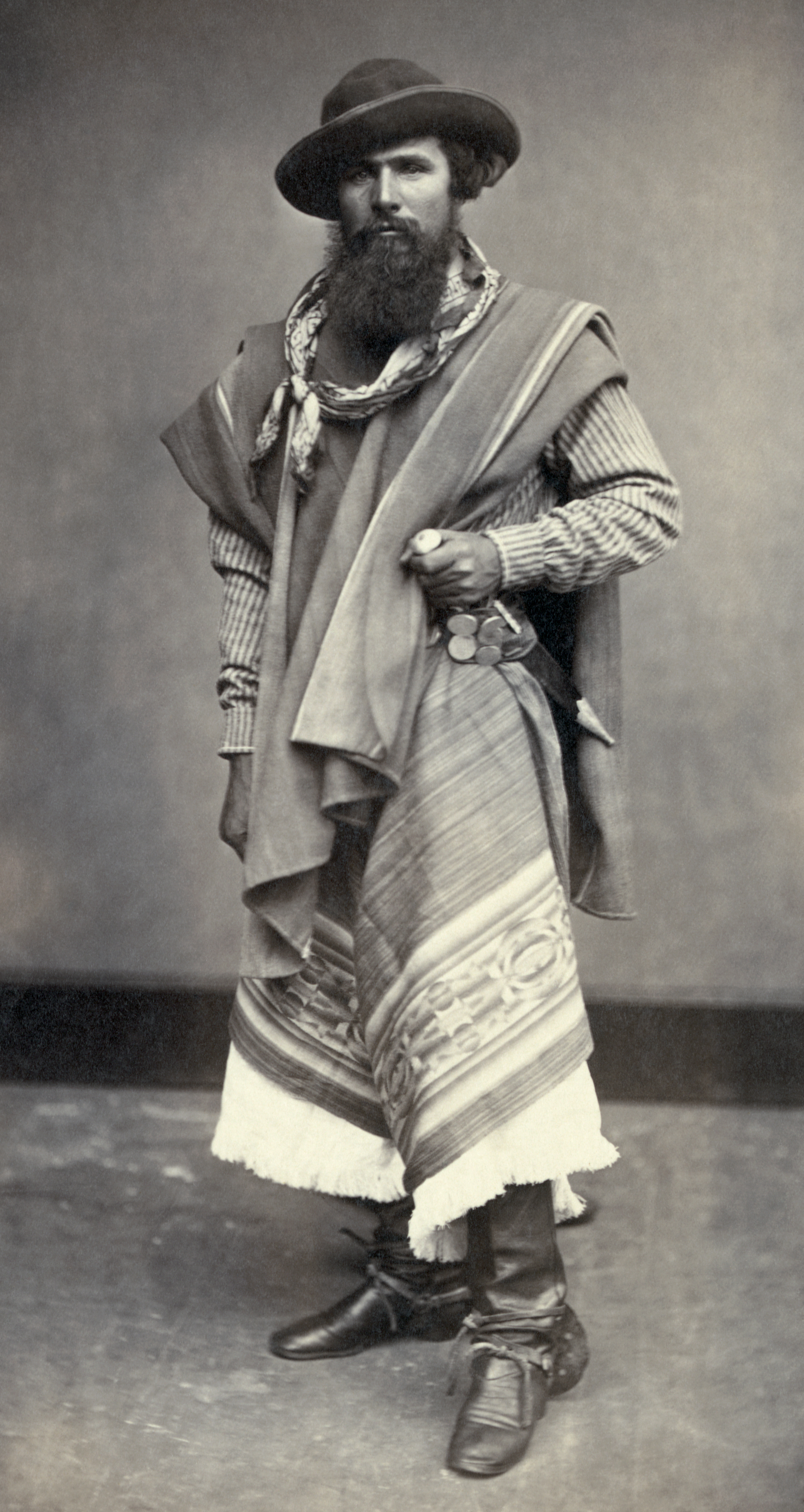
Gaučo, fotografie z roku 1868

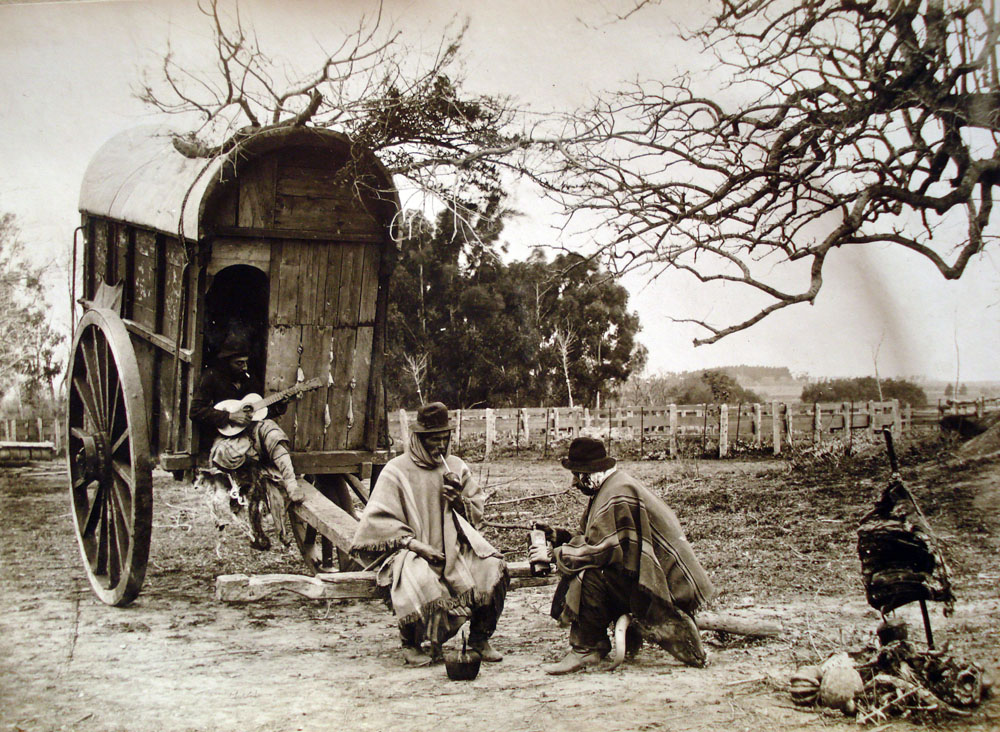
Gaučové pijí maté a hrají na kytaru v argentinské pampě.

Úplně synonymními pojmy gaučové, gauchové  a „sirotci Pampy“ se označují pampští pasáci dobytka. Vyskytují se především v Argentině, Paraguay a Uruguay, ale jsou i v Chile, Brazílii a dalších státech Jižní Ameriky. Jsou obdobou venezuelských llanerů, mexických vaquerů nebo severoamerických kovbojů.
Svou povahou to byli většinou dandyové.
Gaučové jsou častokrát míšenci nebo jejich potomci, tedy převážně potomci španělských přistěhovalců do Jižní Ameriky a černošských otroků z Afriky, kteří sem byli přiváženi. S nástupem moderní civilizace gaučů razantně ubývá a způsob života těch, kteří ještě existují, se také (ve většině případů) výrazně mění.
Gaučové mají také různé svátky a pořádají různé oslavy. Při svátcích a oslavavách dělají různé akce (např. krotí koně nebo s nimi zajíždějí, obojí potřebují i v pracovním životě).

## Typické znaky tradičních gaučů
Gaučové chytali volně žijící dobytek a koně, přivlastňovali si je a domestikovali je. Byli to zruční výrobci, většinu oblečení i jídla a pití si vyráběli podomácku. Kromě toho si vydělávali prodejem rohů dobytka a prodejem hovězího loje. Kupovali si tabák, rum a maté, což je tradiční argentinský nápoj. Maté měli velmi v oblibě a říká se, že na něj byli tak navyklí, že ani nemuseli jíst maso (ačkoliv to samozřejmě nebyla vždy pravda). Gaučové bývali silní a zdatní. Protože trávili kvůli svému životu dlouhé hodiny na koňském hřbetě, byli to vynikající jezdci. S trochou nadsázky se tvrdilo, že když gaučové pozbyli koně, bylo to, jako by pozbyli nohu.
Gaučové hovořili zvláštním dialektem a vyprávěli si různé příběhy a zpívali písně, mnohé se zachovaly dodnes. Gaučové byli také velkými milovníky hudby a poezie. Jejich tradiční, lidová hudba se nazývá milonga.
Většina gaučů nebyla příliš bohatá. Žili obvykle kočovným způsobem života a kromě svého stáda měli tedy většinou jen to, co pobrali.
Typické pro gauče bylo oblečení. Prvotní gaučové ho měli pohodlné a praktické, ale i velmi elegantní a stylové, pozdější gaučové přestali na pohodlí a praktičnost brát ohled. Na nohou měli uvázaný el chiripá, neboť byl velmi pohodlný při nasedání na koně, původně nosívali spinky s roztřepenými okraji, později místo nich nosili takzvané bombachas, měli boty vlastní výroby a na nich ostruhy sestávající pouze z uzlu z kůže přivázaného k botě, častokrát také nosili dlouhé kamaše. Kolem pasu nosili široký pásek zdobený mincemi. Vlastnili také sedlo na koně a pončo. Kromě toho bylo většinou jediný majetek prvních gaučů laso a takzvanou bolu, s níž lovili. Později mívali ještě speciální nůž zvaný facón, který nosili mezi opaskem a páskem, respektive šerpou. Kromě koní byl facón většinou jejich nejcennějším majetkem.
Gaučové byli divocí, svobodní, nespoutaní a hrdí a také velmi soutěživí. Soutěžili především, aby předvedli svou zručnost, většinou měli nejradši soutěž ve svazování nohou dobytka ze hřbetu koně pomocí lasa.